# Jämtkraft Arena
El Jämtkraft Arena es un estadio de fútbol en Östersund, Suecia. Su capacidad actual es de 8466 y se inauguró el 13 de julio de 2007.
En este estadio disputan sus partidos el Östersunds FK y el Östersunds DFF pero muchos otros clubes de fútbol de los alrededores juegan regularmente allí.

## Historia
El 13 de julio de 2007, el Östersunds FK abandonó el antiguo Hofvallen para inaugurar su nuevo estadio, Jämtkraft Arena, que costó 86,5 millones de coronas suecas y se encuentra en la parte norte de la ciudad, en el distrito Stadsdel Norr.
Además del equipo masculino, el estadio es utilizado por el conjunto femenino del Östersunds DFF.
El 13 de abril de 2017, el Jämtkraft Arena fue el escenario de la primera victoria sueca en la Copa sueca de Östersund.
Tres meses después, el 13 de julio de 2017, el estadio organizó el primer partido de la Liga Europea de la UEFA, con una sorprendente victoria para el equipo sueco por 2-0 ante el Galatasaray turco, pasando a la siguiente ronda de la competición.
El récord actual de asistencia coincide con el último día de la Superettan de la temporada 2015 en el encuentro entre el Östersund y el Ljungskile con victoria del equipo local por 2-0, cuando 6554 espectadores celebraron el primer ascenso a la Allsvenskan, que ya certificó matemáticamente en la jornada anterior.
Los dos tribunas principales del recinto están cubiertas. En 2013, el año de la primera temporada en la Superettan, se construyó otra en uno de los dos lados cortos.